# レスリー・アッシュバーナー
レスリー・アッシュバーナー（英語: Lesley Ashburner, 1883年10月2日 - 1950年11月12日）は、アメリカ合衆国の陸上競技選手である。1904年に開催されたセントルイスオリンピックの110メートルハードル走で銅メダルを獲得した。

## 経歴
コーネル大学在学中に、彼はセントルイスオリンピックの110メートルハードル走に出場することになった。この競技には、開催国アメリカ合衆国及びオーストラリアから8人の選手が出場した。但し、優勝候補の一人と目されていたエドウィン・クラップはフランシス・フィールド競技場に現れなかったため、残りの7人のみが4人と3人の組に分けられて予選に出場し、各組の上位2名が同日の決勝に進むことになった。アッシュバーナーは、予選1組で同じくアメリカ代表のフレデリック・シュールに続いて2位となって決勝へ挑んだ。決勝ではシュールが16秒0で優勝し、やはりアメリカ代表のタデウス・シデラーが0.3秒の差で続いた。アッシュバーナーはシデラーに0.1秒の僅差で及ばず、銅メダリストとなった。
1906年に大学を卒業したとき、彼はクイル・アンド・ダガー（en:Quill and Dagger）の一員に選ばれていた。後には、コーネル大学の殿堂入りを果たしている。